# Municipio de Clark (Míchigan)
El municipio de Clark (en inglés: Clark Township) es un municipio ubicado en el condado de Mackinac en el estado estadounidense de Míchigan. En el año 2010 tenía una población de 2056 habitantes y una densidad poblacional de 7,81 personas por km².

## Geografía
El municipio de Clark se encuentra ubicado en las coordenadas 46°0′38″N 84°21′5″O / 46.01056, -84.35139. Según la Oficina del Censo de los Estados Unidos, el municipio tiene una superficie total de 263.16 km², de la cual 204,54 km² corresponden a tierra firme y (22,27 %) 58,61 km² es agua.

## Demografía
Según el censo de 2010, había 2056 personas residiendo en el municipio de Clark. La densidad de población era de 7,81 hab./km². De los 2056 habitantes, el municipio de Clark estaba compuesto por el 84,39 % blancos, el 0,19 % eran afroamericanos, el 11,58 % eran amerindios, el 0,05 % eran asiáticos, el 0,1 % eran de otras razas y el 3,7 % eran de una mezcla de razas. Del total de la población el 1,46 % eran hispanos o latinos de cualquier raza.